# 亚历山大·里奇
亚历山大·里奇（英語：Alexander Rich，1924年11月15日—2015年4月27日），美国生物学家和生物物理学家。自1958年起，他在麻省理工学院和哈佛医学院担任生物物理学的威廉·汤普森·塞奇威克教授。

## 生平
出生于美国康乃狄克州哈特福里奇博士从哈佛大学获得A.B.（极优等）和MD（优等）。他是莱纳斯·鲍林与詹姆斯·沃森的博士后，拥有超过600署名的论文发表。
1963年，里奇发现了多核糖体(Polysome)：核糖体集群同时读取mRNA的一条链。
1979年，里奇和他的同事在麻省理工学院的生长Z-DNA的晶体。.这是任何形式的脱氧核糖核酸(DNA)的第一个晶体结构。

## 荣誉和奖励
- 美国国家科学奖章，华盛顿特区（1995年）
- 韦尔奇化学奖 （2008年）